# Vallée de la Géla
La vallée de la Géla, ou vallée de la Gela, se situe dans les Pyrénées centrales, dans le département des Hautes-Pyrénées, en région Occitanie. C’est une des branches de la haute vallée d'Aure.
L’origine du nom est le mot « geler », ou « gelée ». Il s’écrit sans accent.

## Géographie

### Situation
Fermée par la crête frontière qui la sépare de l’Espagne, et adossée au cirque de Troumouse, la vallée de la Géla correspond au bassin de la Neste de la Géla, le nom « Neste » désignant dans la vallée d’Aure les rivières ou les torrents. Ayant reçu la Neste de Badet puis la Neste de Saux, la Neste de la Géla devient, à 1 290 m d’altitude, en amont du village d’Aragnouet, la Neste d’Aragnouet, laquelle, ayant reçu en aval la Neste de Couplan, devient la Neste d’Aure. Elle se situe dans le territoire administratif de la commune d’Aragnouet. On y accède en remontant la Vallée d'Aure par la route D 929.

### Topographie

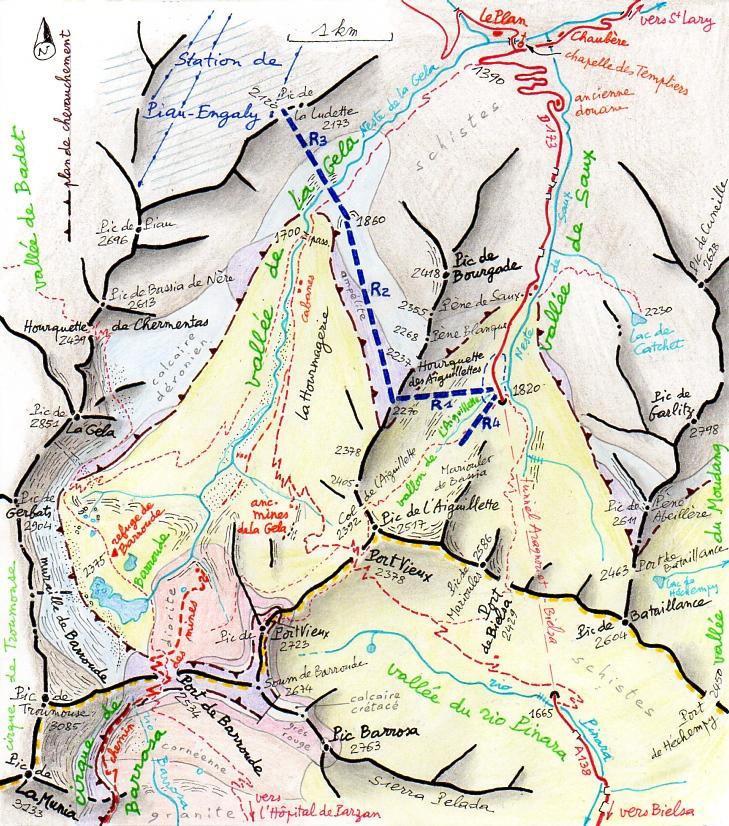
Carte des vallées de la Géla et de Saux : topographie et géologie; le tireté bleu foncé indique un projet d’installation de remontées mécaniques

Lorsqu’on remonte la vallée, on en traverse successivement trois parties différentes.

#### Partie aval
Dans sa partie la plus basse, vers 1 330 m d’altitude, à hauteur des confluents de la Neste de la Géla avec les Nestes de Badet et de Saux, et des hameaux de Chaubère et du Plan, la vallée est large et couverte de prairies.
C’est là que se situe, au bord de la rivière, un peu en amont du hameau de Chaubère et en aval du hameau du Plan, la chapelle Notre-Dame-de-l'Assomption-du-Plan qui faisait partie d’un ancien hospice hospitalier aujourd’hui disparu, sorte de refuge qui, au débouché des sentiers de plusieurs ports (port de Bielsa, port Vieux, port de Barroude), offrait le gîte et le couvert aux voyageurs qui venaient de franchir à pied la crête frontière.
Du premier virage en épingle à cheveux de la route (D 173) qui monte au tunnel Aragnouet-Bielsa, à 450 m du carrefour D 173-D 118, se détache, à 1 390 m d'altitude, une piste qui remonte la vallée sur son flanc droit. Au bout d'un à deux kilomètres elle devient un chemin charretier dont la pente est forte et la chaussée parfois rocheuse. La vallée devient une gorge et dans une forêt de hêtres, mêlés à des bouleaux, des sorbiers et des sapins, le chemin domine de haut le torrent au flanc d’une pente très raide. Il coupe, à un moment donné, un couloir d’avalanche. Sur les bords du chemin la flore est riche et variée : ancolie, euphorbe, pavot du Pays de Galles, etc. C’est un paradis pour les botanistes.
Au sortir des sous-bois, le chemin, devenu horizontal, se rapproche du torrent. On aperçoit déjà la masse rocheuse du pic de la Géla et le col de la Géla (2 706 m).

#### Partie médiane
C’est le grand replat de la vallée de la Géla.

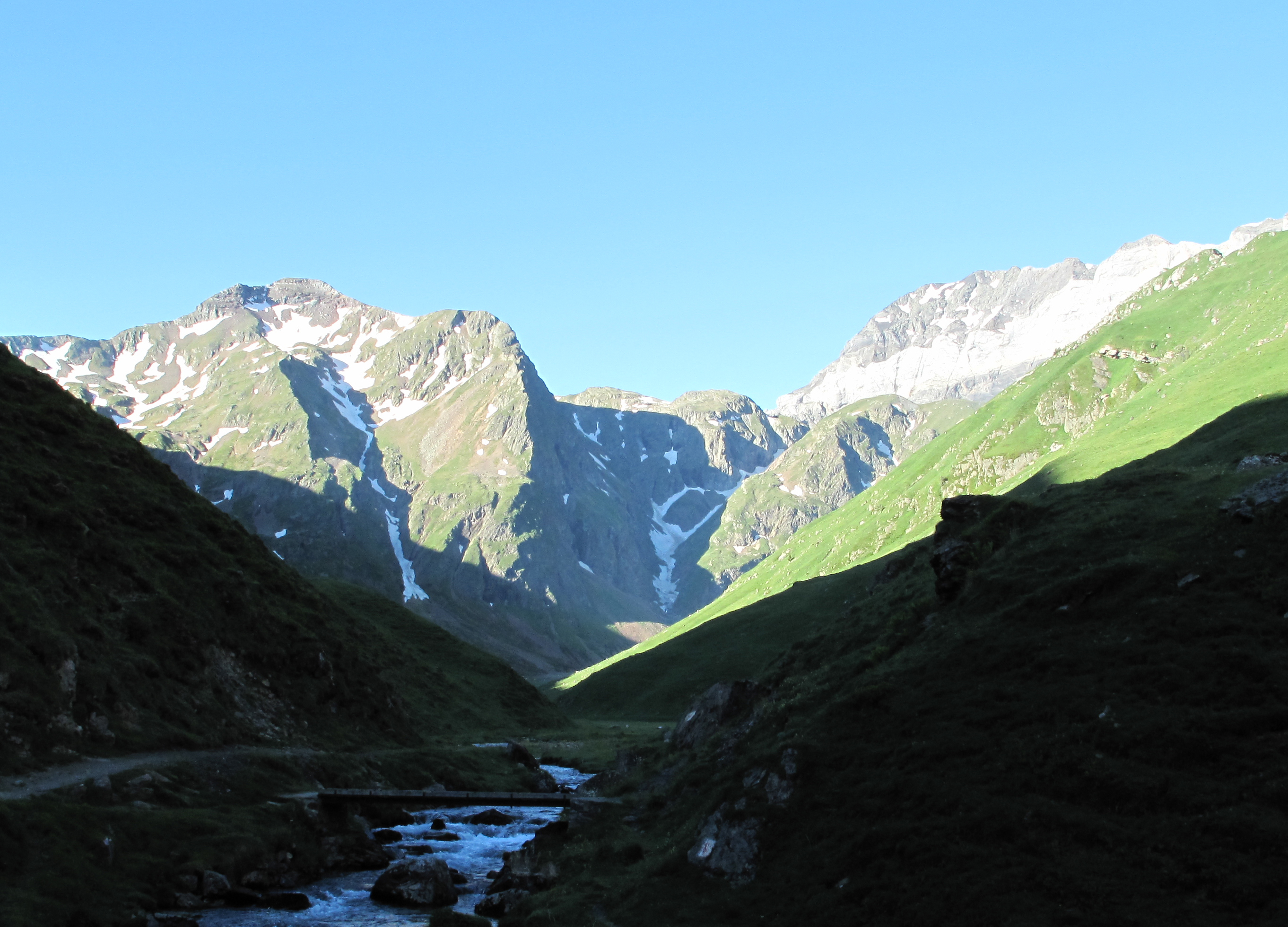
De l’extrémité nord du grand replat de la vallée de la Géla, vue sur la haute montagne du fond de la vallée : pic de Port Vieux, à gauche, et muraille de Barroude sous le soleil matinal

Au un détour du chemin, à 1 700 m d’altitude, au sortir d’un court rétrécissement où une passerelle donne accès au sentier du port de Barroude, s’ouvre un large et long replat au fond duquel on commence à découvrir les sommets qui ferment la vallée. Le torrent serpente dans la prairie, plus loin dans la pierraille, où, à certains endroits, il se perd.
Une multitude de vaches occupent l’été cet immense replat dénommé Ribère et les vastes pelouses des deux flancs de la vallée, dont l’un, le droit, porte un nom qui confirme la vocation agropastorale de la vallée : la Hourmagerie, qui veut dire la fromagerie dans le patois local. Trois cabanes de bergers occupent la rive droite dont une de construction récente. On trouve des vestiges d’autres cabanes sur la rive gauche, au bord du sentier de Barroude. Les archéologues en décèlent beaucoup d’autres qui témoignent d’une présence humaine très ancienne dans ces estives.
Il n’est pas rare d'y voir aussi des isards et des marmottes.
Au-dessus de ces pelouses, au fond de la vallée, la crête qui la ferme forme un décor de haute montagne. Dans l’axe du replat trône le pic de Port Vieux (2 723 m). À droite, au-dessus d’un escarpement, mi-rocheux, mi-herbeux (dit les Pichous de Barroude, le nom Pichous signifiant pisserole), la vallée est barrée par la grande muraille rocheuse de Barroude, quasi verticale, longue de près de 3 km, et haute de 600 m, taillée dans un calcaire, ou un marbre, blanc, mais noirâtre à sa base. Culminant au pic de Troumouse (3 085 m), qui est aussi le point culminant de la vallée, elle sépare la vallée du cirque de Troumouse. Elle porte haut dans sa partie moyenne, sculptée dans un schiste sombre, la dent du pic de Gerbats (2 904 m), emblématique de la vallée. À l’ouest domine la masse du pic de la Géla (2 851 m).

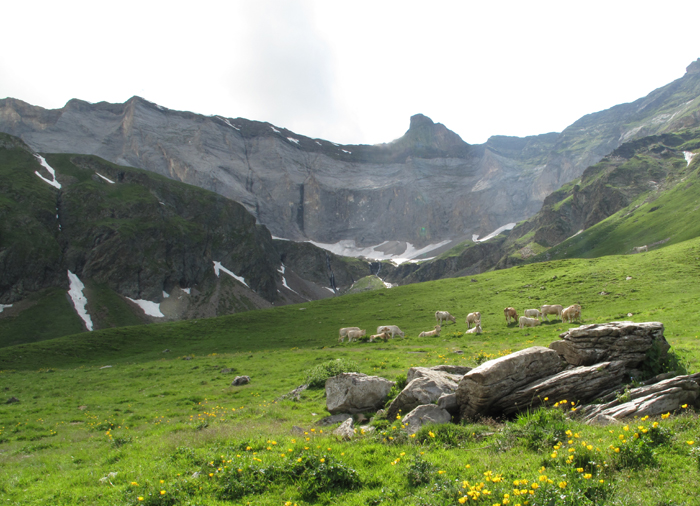
Pâturages dans la vallée de la Géla, sous le Pichous de Barroude, sombre, à gauche, et la muraille de Barroude, coiffée du Pic Gerbats

Au fond du replat, à l’est, au pied du pic de Port Vieux, débouche le vallon qui descend du Port Vieux (2 378 m). C’est un des ports, ou cols, qu’ont franchi pendant des siècles, par un chemin muletier, les habitants de la vallée d’Aure et ceux de la vallée espagnole de Bielsa dans le cadre d’échanges de tous ordres entre les deux versants, dont les ressources sont complémentaires, codifiés par une charte librement consentie par eux, portant le nom de « lies et passeries ». Ce chemin a servi aussi au transport du minerai de plomb argentifère extrait d’anciennes mines, les mines de la Géla dont on peut voir les vestiges dans ce vallon. C’est par ce chemin que sont également passés, pendant la Guerre d'Espagne, en avril 1938, dans la neige, 6 000 civils fuyant la « bolsa de Bielsa », poche de résistance des républicains espagnols à l’avancée franquiste.
À l’ouest, entre le pic de la Géla et le pic de Piau, s'ouvre la hourquette de Chermentas (2 439 m), col franchi par un sentier qui, venant de la vallée de Badet, donne accès à la région de Barroude.

#### Partie amont
C’est le « balcon » de Barroude.
Au-dessus de l’escarpement des « Pichous », au pied de la muraille de Barroude pour sa partie ouest, du Port de Barroude (de Barrosa pour les espagnols), et du pic de Port Vieux pour sa partie est, s’étend, entre 2 350 et 2 400 m d’altitude, un large (500 m) et long (presque 2 km) replat, sorte de « balcon » en surplomb au-dessus du grand replat de la vallée de la Géla.

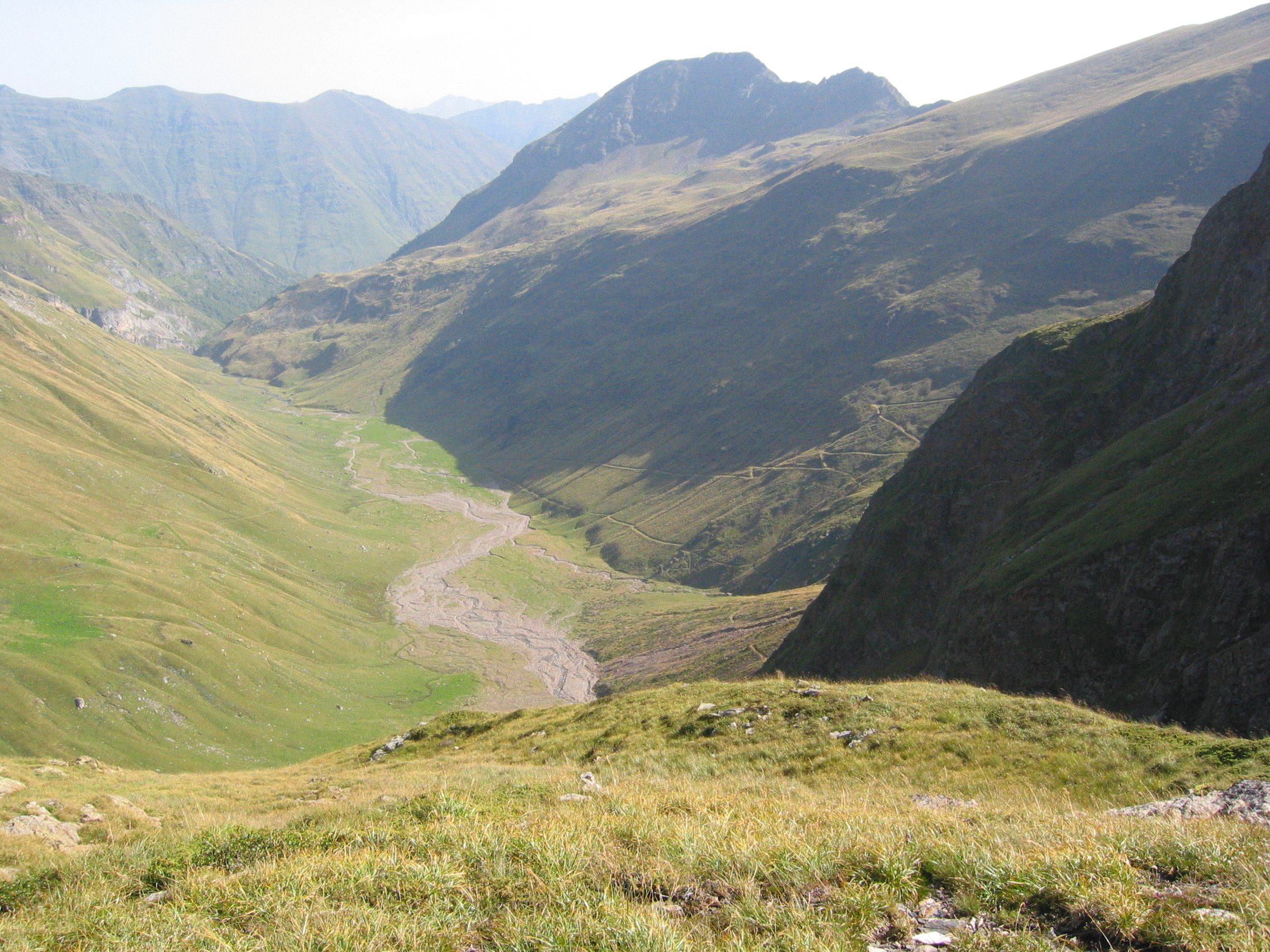
Depuis le Pichous de Barroude, vue plongeante sur les grands pâturages de la vallée de la Géla, en particulier sur la Hourmagerie, au pied du pic de Bourgade

On y accède par un sentier qui, depuis l’entrée de ce replat, remonte insensiblement l’immense pelouse du flanc gauche de la vallée pour atteindre, en surmontant par une série de courts lacets, dans une pente rocheuse raide, le ressaut des « Pichous », l’extrémité ouest du balcon, sous le profond couloir qui entaille la face est du pic de la Géla.
Dominé par la grande muraille, le sentier traverse d’abord un chaos de gros rochers éboulés, et côtoie de petits lacs, avant de faire découvrir le grand lac de Barroude (2 355 m), d’où est issue la Neste de la Géla, particulier par ses rives découpées et ses nombreux îlots ou presqu’îles rocheux. Au-dessus de sa rive sud une belle moraine témoigne de la présence dans le passé d’un ancien glacier au pied du pic de Troumouse.
Un refuge détruit par un incendie en octobre 2014 dominait la rive nord du lac, à proximité d’un autre lac plus petit. Son emplacement accessible aussi par la Hourquette de Chermentas, permet l’ascension facile du pic de Port Vieux (2 723 m) et des croupes du pic espagnol de Barrosa (2 763 m), d’où le panorama est immense. De cet endroit on peut aussi faire l’ascension, plus longue et assez difficile, du pic de la Munia (3 133 m) par l’arête est du pic de Troumouse (3 085 m), à l’aplomb du port de Barroude, ou encore celle du pic de la Robiñera (3 003 m), avec retour par le cirque de Barrosa et une partie du chemin des mines. Il peut aussi servir de base pour l’escalade difficile ou très difficile de voies ouvertes dans les dalles de la muraille.

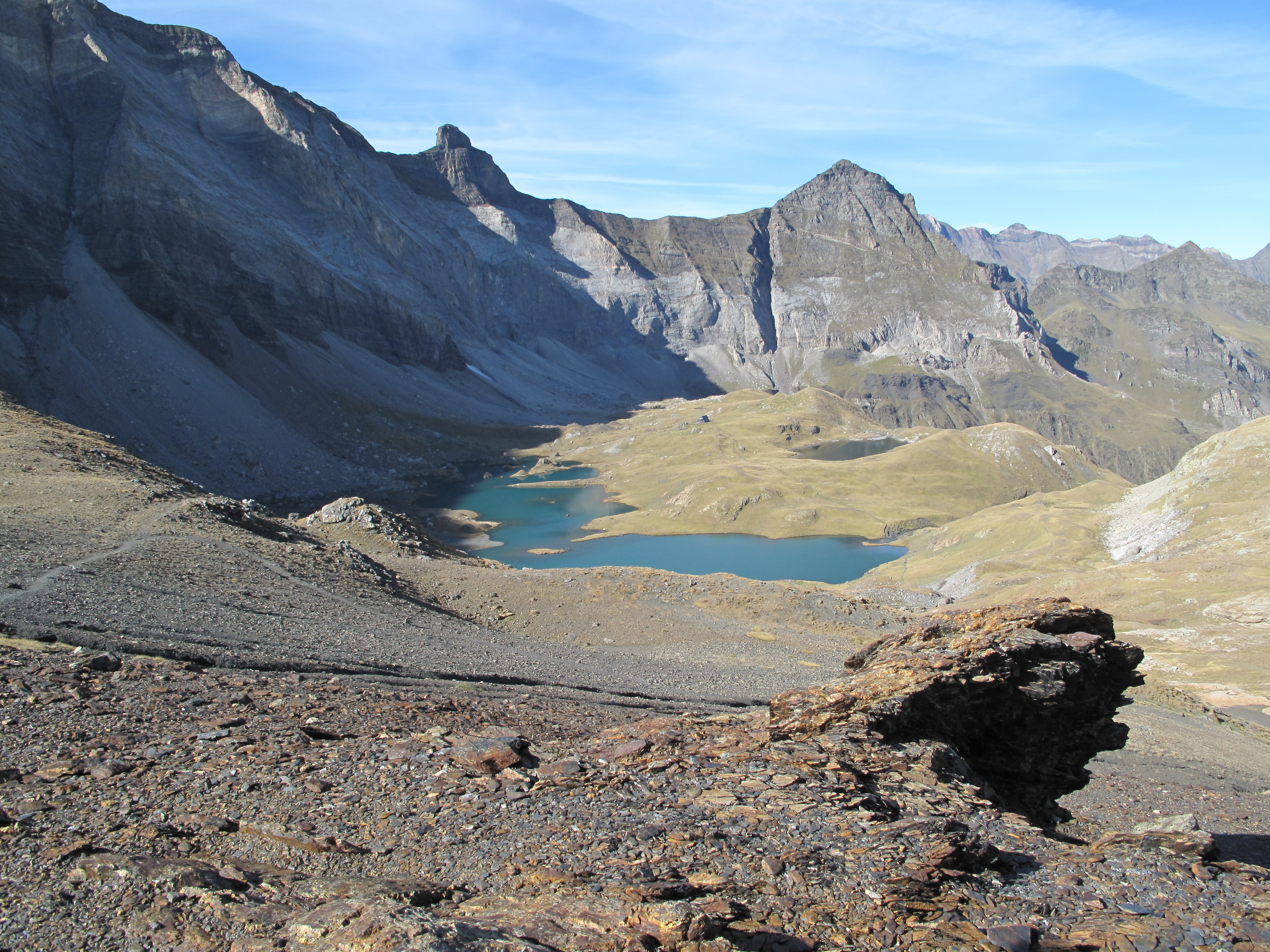
Depuis le port de barroude, vue sur le balcon de Barroude, avec ses lacs et son refuge, au pied de la muraille, dans l’ombre, surmontée du pic Gerbats

Après avoir traversé le déversoir du grand lac le sentier monte au port de Barroude (2 535 m ; de Barrosa pour les espagnols). Très large, il est ouvert dans les débris d’une roche friable et noirâtre (l’ampélite des géologues), entre la muraille de Barroude à l’ouest (prolongée sur le versant espagnol par les falaises du cirque de Barrosa), et la croupe qui, à l’est, relie le pic de Port Vieux au pic de Barrosa. Cette sombre croupe est égayée à la fin du printemps par des fleurs au ras des cailloux : la frêle pensée de Lapeyrouse, l’ibéris spatulé, la douglasia de Vital. Côté espagnol le sentier descend dans le fond du cirque de Barrosa, et dans la vallée de Bielsa.
Aux abords du port de Barroude on trouve les vestiges d’un ancien « chemin des mines » (Camino de Las Pardas pour les Espagnols). Il peut encore être parcouru par des montagnards aguerris. Autrefois il permettait le transport, quasi horizontalement à travers le cirque, sur une corniche naturelle de ses falaises, du minerai de plomb argentifère extrait des mines du pic Liena qu’on aperçoit au loin, ou les déplacements du personnel français qui venait de France travailler dans ces mines espagnoles au début du XXe siècle. Du port on voit son prolongement du côté français, construit à travers les roches orangé (nommée diorite par les géologues) d’une large bosse de l’extrémité est du balcon.

### Géologie
Comme dans le cirque de Barrosa voisin, la vallée de la Géla, creusée dans la chaîne axiale des Pyrénées est à cheval sur le plan de chevauchement de la nappe de charriage dite nappe de Gavarnie sur le substratum constitué par l’unité chevauchante sous-jacente. Mais ici, au lieu d’être horizontal, ce plan plonge vers le nord. Ce qui fait que lorsqu’on remonte la partie basse de la vallée on est dans du calcaire dévonien de la nappe de Gavarnie, puis que, à l’entrée du grand replat, on passe dans les schistes cambro-ordoviciens du substratum, schistes qui forment la plus grande partie du pic de Port Vieux et les escarpements des Pichous de Barroude, sous le balcon du même nom.

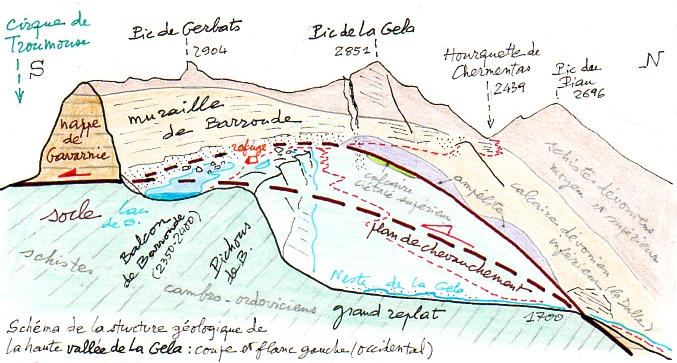
Schéma de la structure géologique des parties moyenne et haute de la vallée de la Géla.

Arrivé à l’extrémité est de celui-ci on a sous les yeux l’essentiel de la géologie de la vallée : juste en aval on repère le plan de chevauchement à la limite entre le substratum schisteux, en bas, et le schiste noirâtre, dit ampélite, qui constitue, juste au-dessus, la semelle de la nappe de Gavarnie. Parce qu’elle contient des particules de graphite, cette ampélite a constitué une « couche-savon » qui a favorisé le glissement du nord vers le sud de la nappe lors de la surrection des Pyrénées. Au-dessus de la couche d'ampélite repose la couche de calcaire du Dévonien inférieur (dite la « Dalle » par les géologues) qui forme l’essentiel de la muraille de Barroude, surmonté par les schistes dévoniens moyen et supérieur qui bordent sa crête et forment les pics Gerbats et de la Géla.
Le plan de chevauchement passe dans les éboulis qui s'étendent au pied de la muraille de Barroude. Le recul de celle-ci, sous l’effet de l’érosion glaciaire à l’ère quaternaire, a dégagé la surface du balcon, formée de schistes et de migmatites. Les lacs de Barroude sont des lacs glaciaires. Sous le pied de l’arête est du pic de Troumouse une belle moraine témoigne de la persistance, au XIXe siècle, d’un petit glacier, aujourd’hui remplacé par un simple névé.
Dans les parages du Port de Barroude on retrouve de l'ampélite, dont le graphite explique la couleur, et, par sa structure feuilletée, le délitement facile de la roche, d’où résulte l’aspect émoussé du relief de ce secteur.

## Projet d’extension d’une station de ski
En 2011, l’intégrité de cette vallée agropastorale est menacée par le projet d’une liaison par remontées mécaniques, entre la station de ski de Piau-Engaly, au nord-ouest, et l’entrée nord du tunnel franco-espagnol d’Aragnouet-Bielsa, au sud-est, au fond de la vallée de Saux qui est parallèle à la vallée de la Géla.
Les flancs de la crête qui sépare ces deux vallées seraient ainsi transformés en une station de ski, ce qui implique une dévastation de la pelouse de la Hourmagerie : aplanissement des ressauts pour aménager les pistes de ski ; pylônes portant les câbles ; chemins d’exploitation ; canons à neige, avec ce qu’ils impliquent à eux seuls : canalisations pour les relier, digues pour créer un réservoir de 40 000 m3, pompage de la Neste de Saux pour alimenter celui-ci ; dans le haut, drainage des sols susceptibles de glisser ; restaurant d’altitude. Sans compter le dérangement du bétail et de la faune, et les déchets abandonnés par les skieurs. À l’entrée du grand replat les câbles d’une télécabine en travers de la vallée barreraient la perspective de la muraille de Barroude chantée par Lucien Briet. Dans cette vallée, patrimoine naturel quoique façonné par l’homme, haut lieu du tourisme vert et du pastoralisme, prisé par les randonneurs et les alpinistes, été comme hiver, ainsi que par les éleveurs, les écologistes et les chasseurs, ces aménagements auraient un impact à la fois sur la faune et sur le paysage, à proximité du parc national des Pyrénées et du site classé au patrimoine mondial par l’UNESCO, autour du cirque de Gavarnie.

Images de la vallée de la Géla
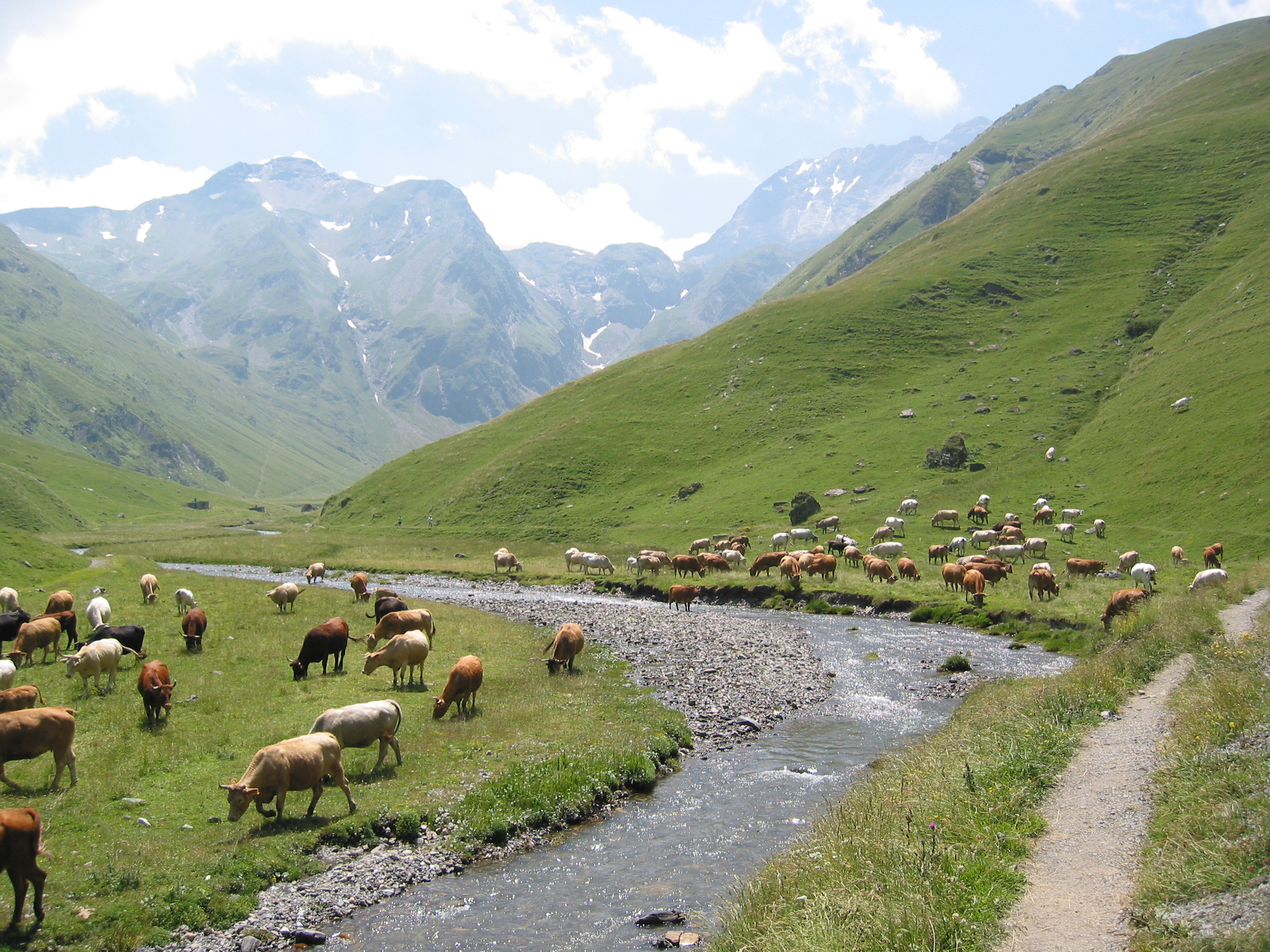
Troupeau de vaches dans le grand replat de la vallée de la Géla, au bord de la Neste. Au fond, le pic de Port Vieux à gauche, et la muraille de Barroude à droite.
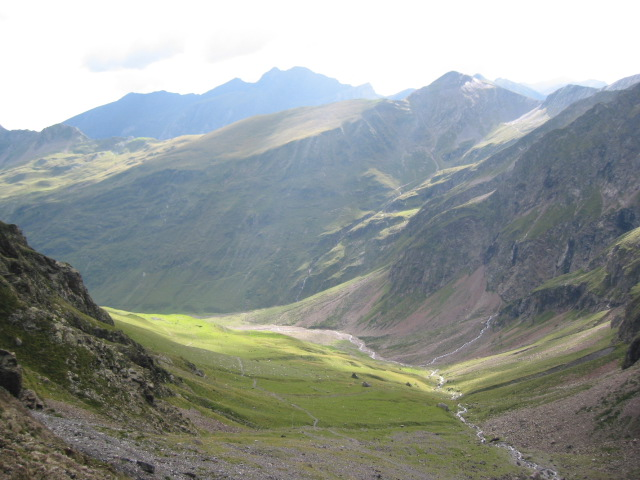
Les pâturages du grand replat de la vallée de la Géla éclairés par le soleil. Au-dessus, sous le pic de l'Aiguillete, le vallon qui descend du Port Vieux et où se situent les mines de la Géla.
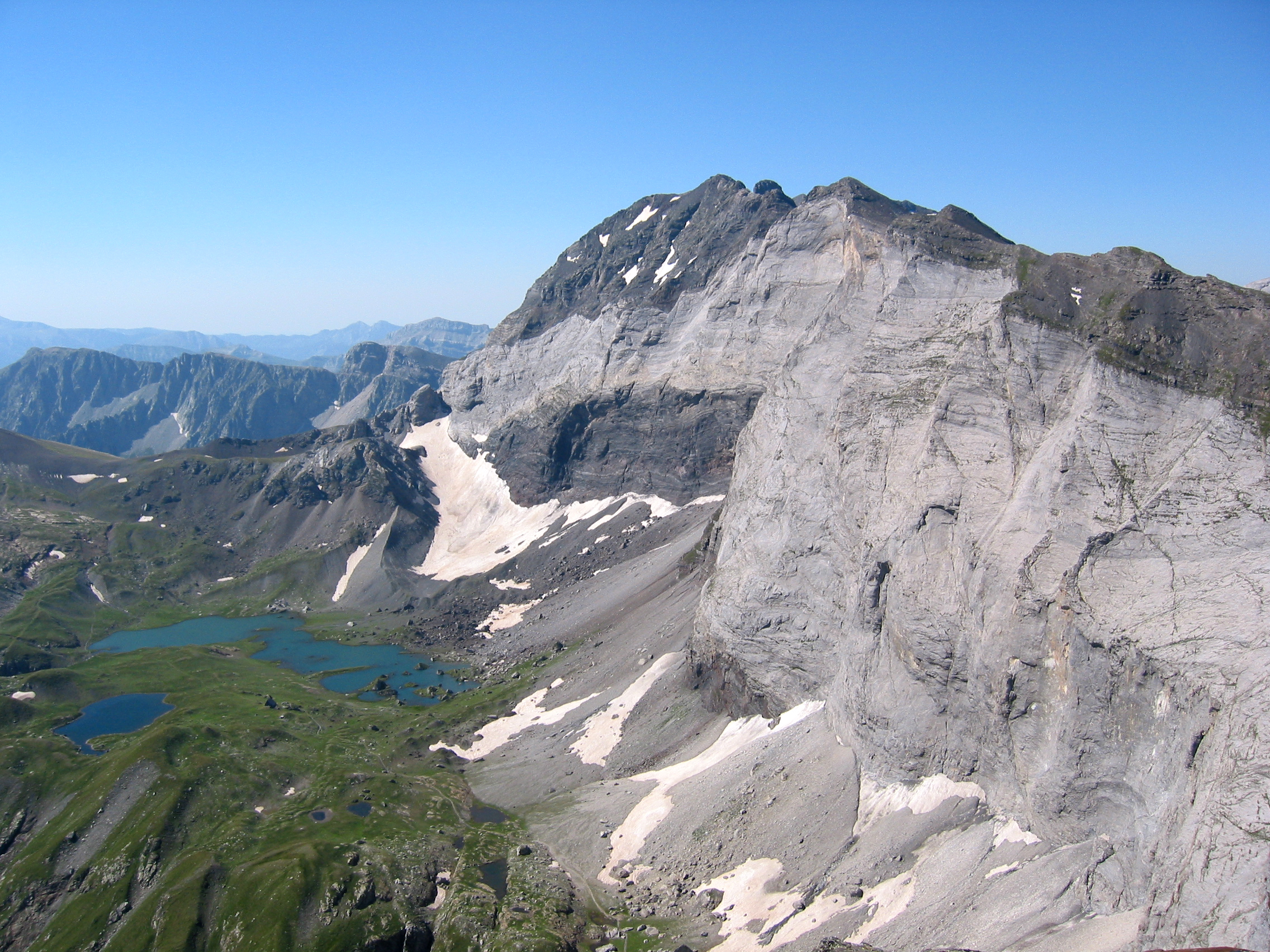
La muraille de Barroude vue du sommet du pic de la Géla. À son pied, les lacs du balcon de Barroude, sous le Port du même nom. Au deuxième plan, le Pic et la Sierra de Liena.
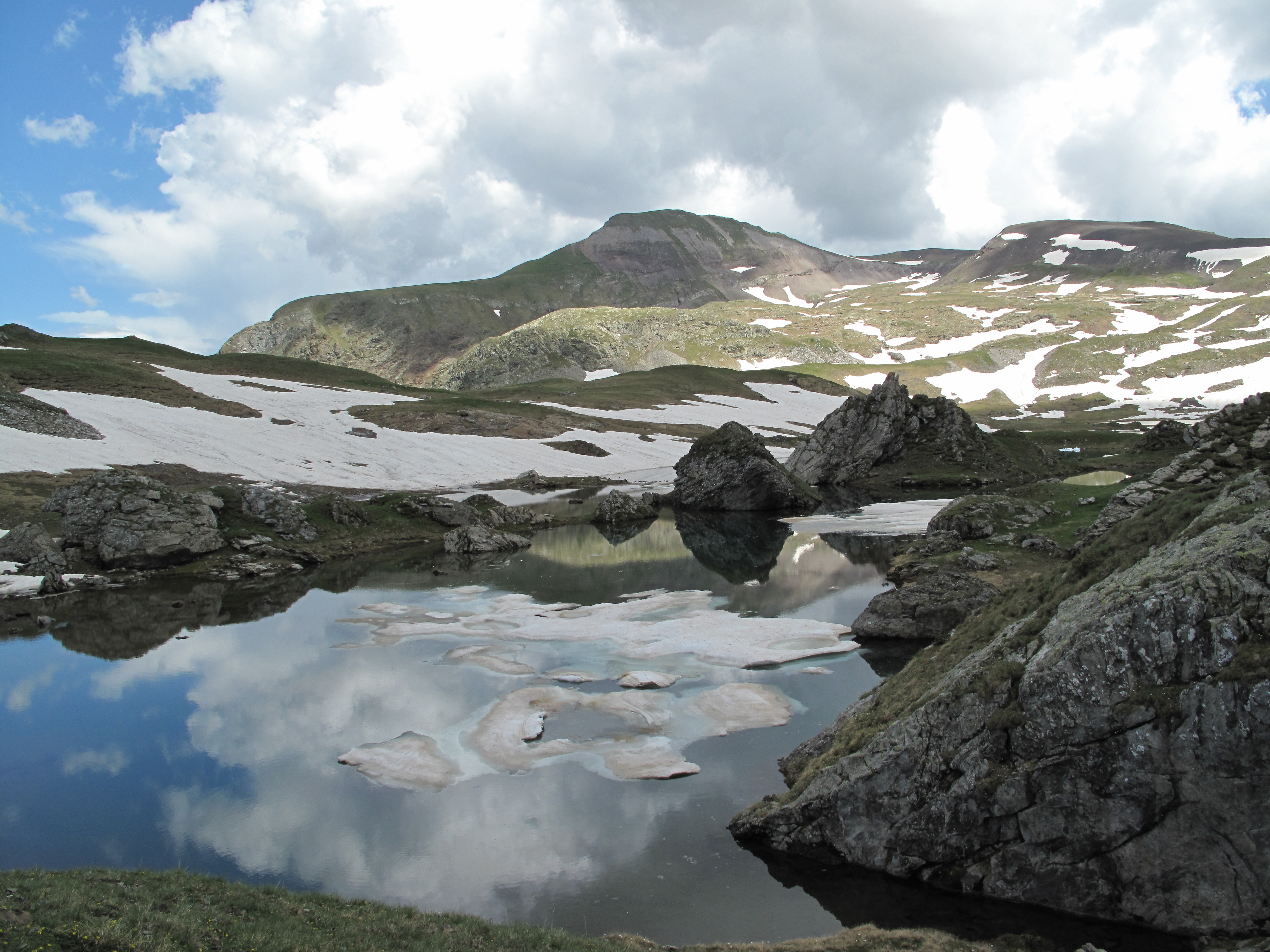
Le grand Lac de Barroude. Au fond, le Pic de Port Vieux.
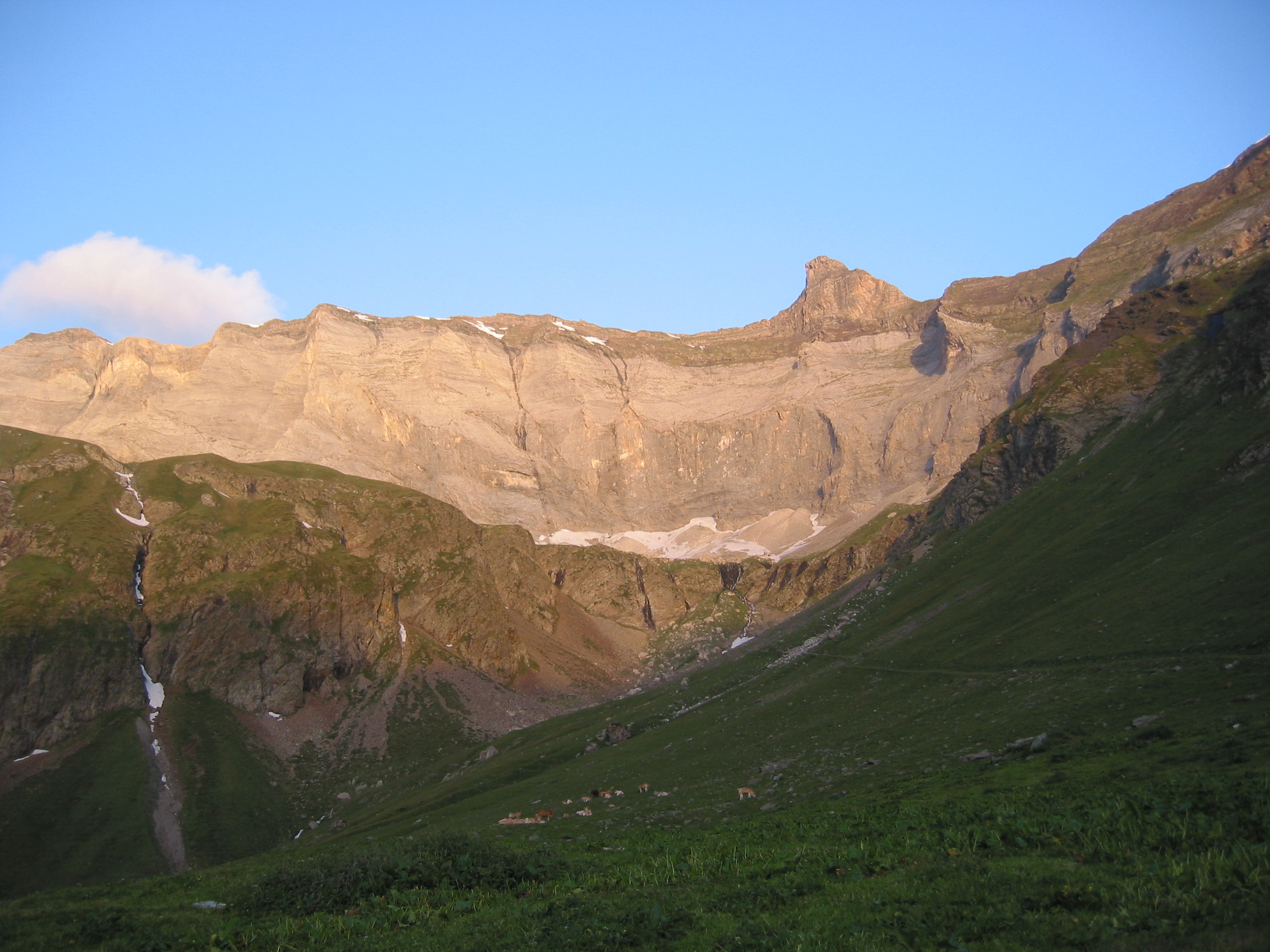
Au-dessus des pâturages de la vallée de la Géla, le Pichous de Barroude, à gauche, à peine éclairé, et la muraille de Barroude, inondée par le soleil matinal, coiffée du pic Gerbats.
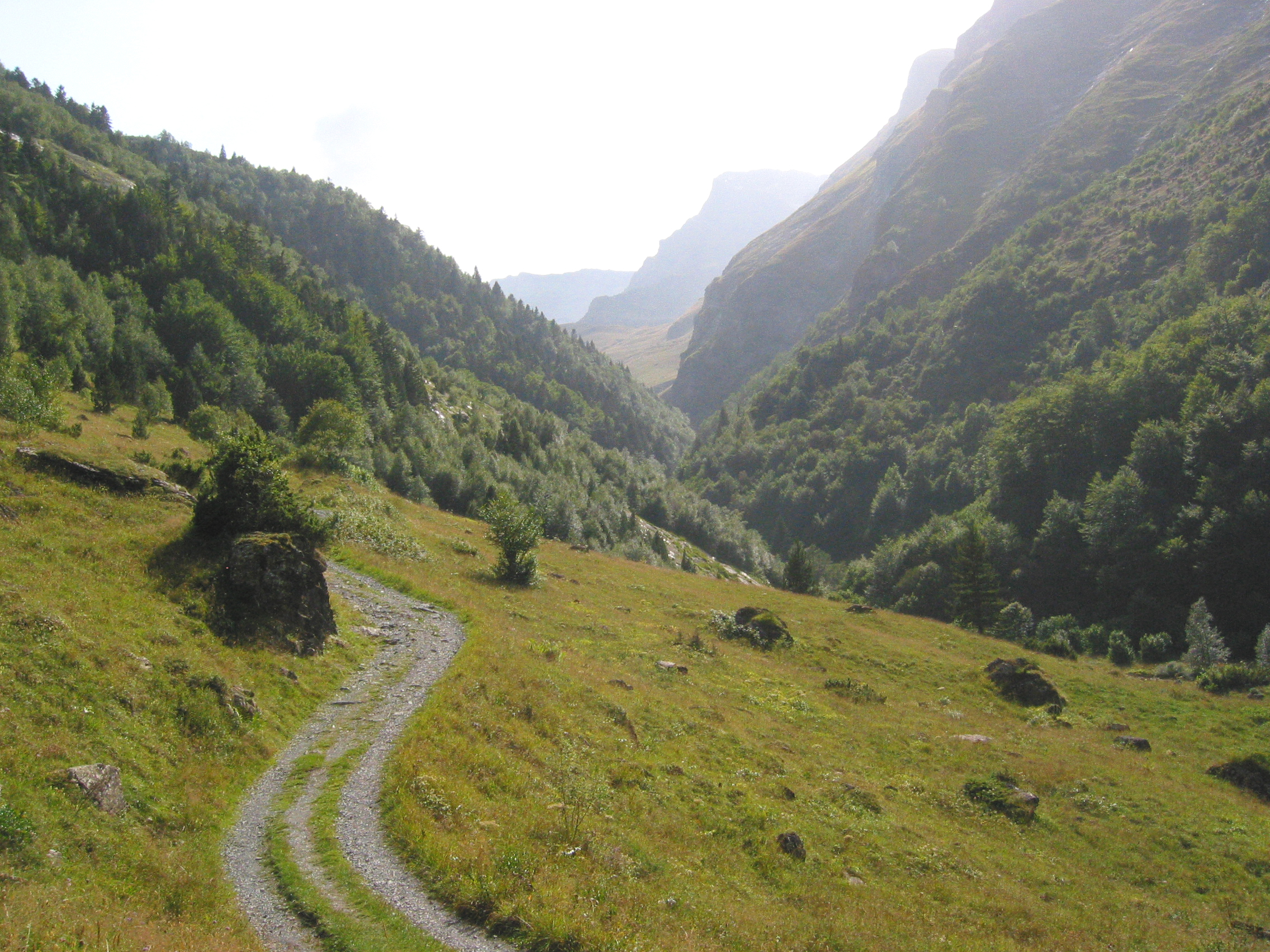
La partie basse de la Vallée de la Géla, vue vers l'amont. Au fond se devine le pic de la Géla.
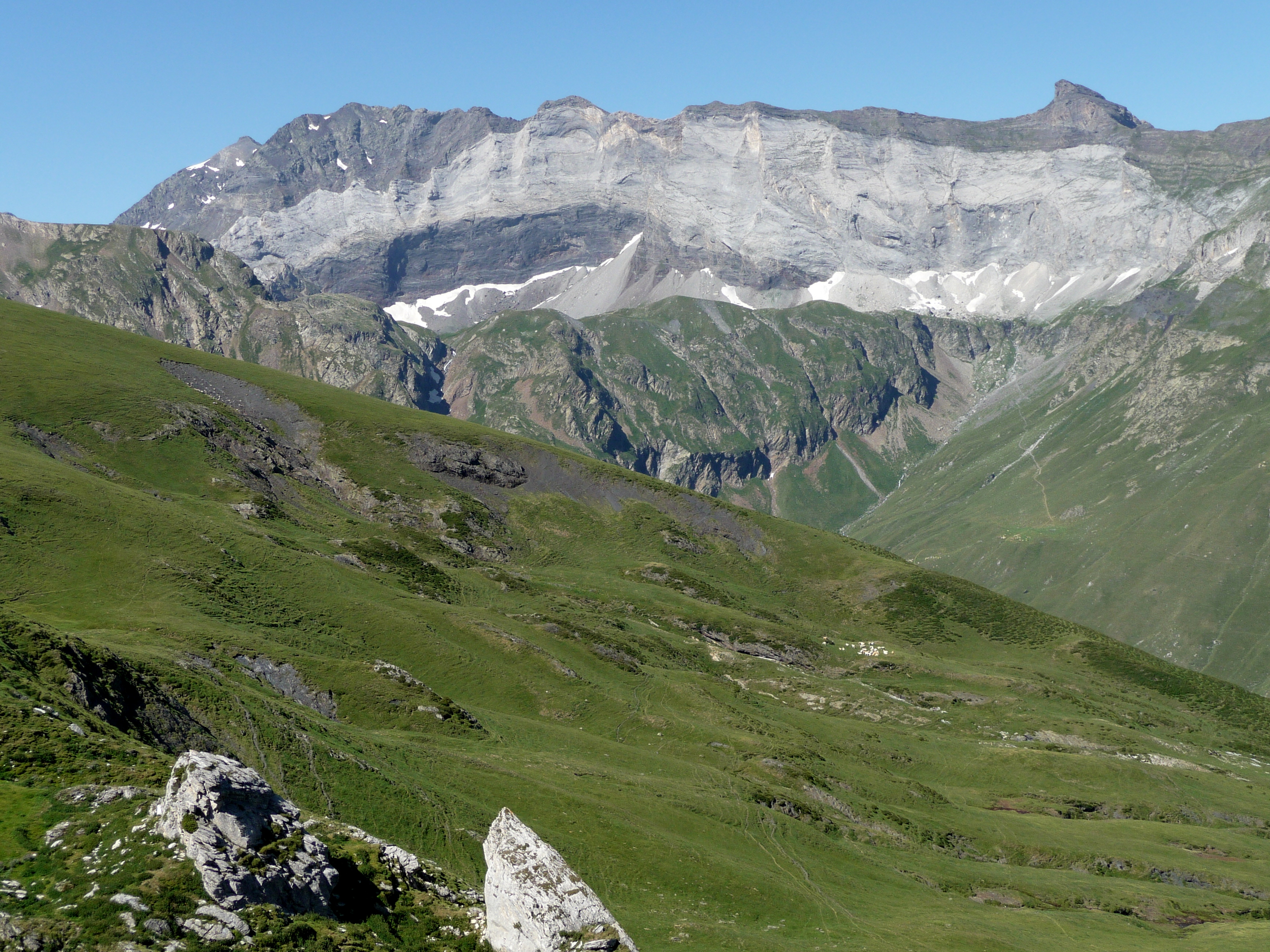
La muraille de Barroude vue depuis la Hourquette des Aiguillettes.
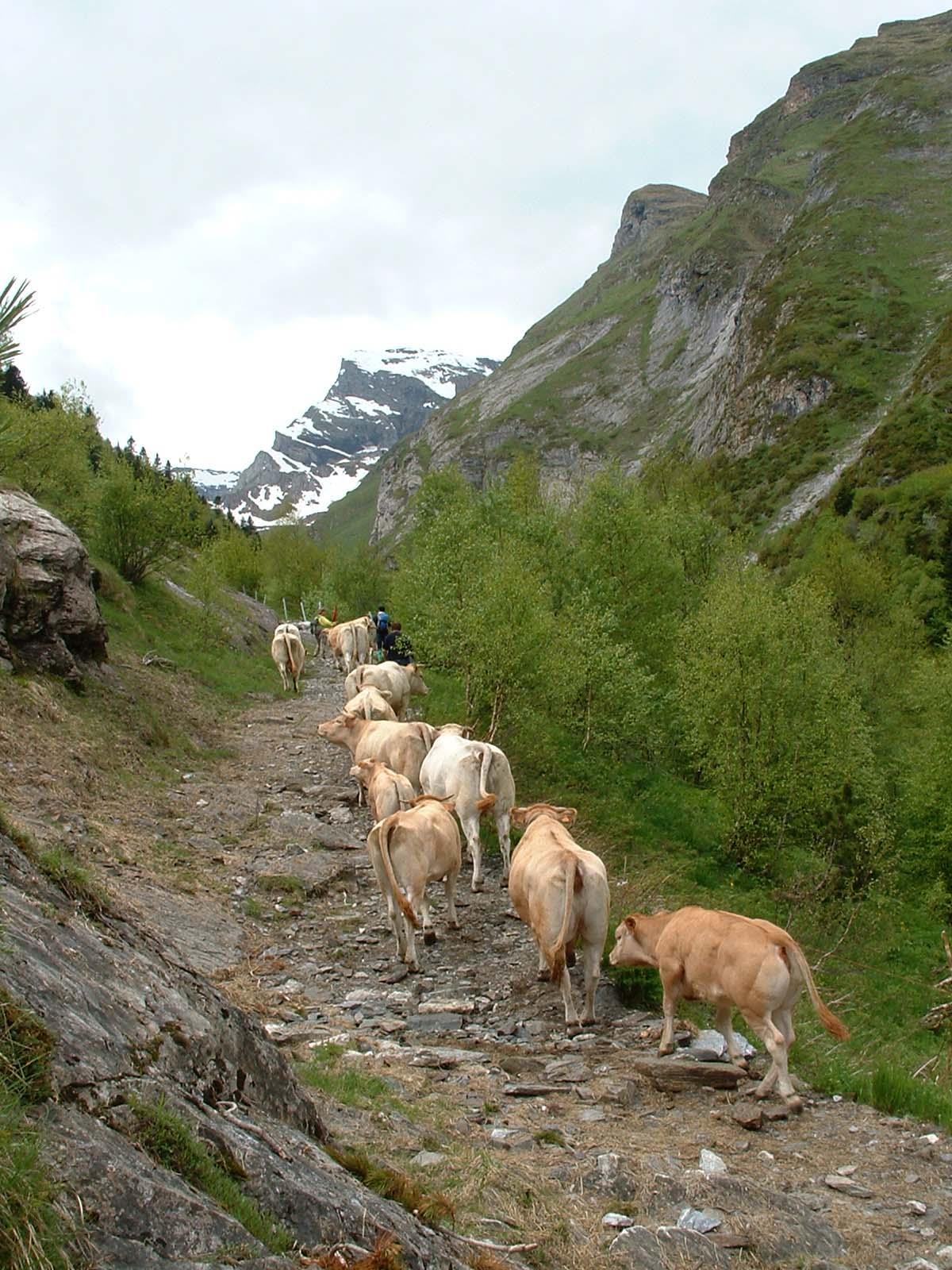
Troupeau de blondes d'Aquitaine en transhumance dans la partie basse de la vallée de la Géla.
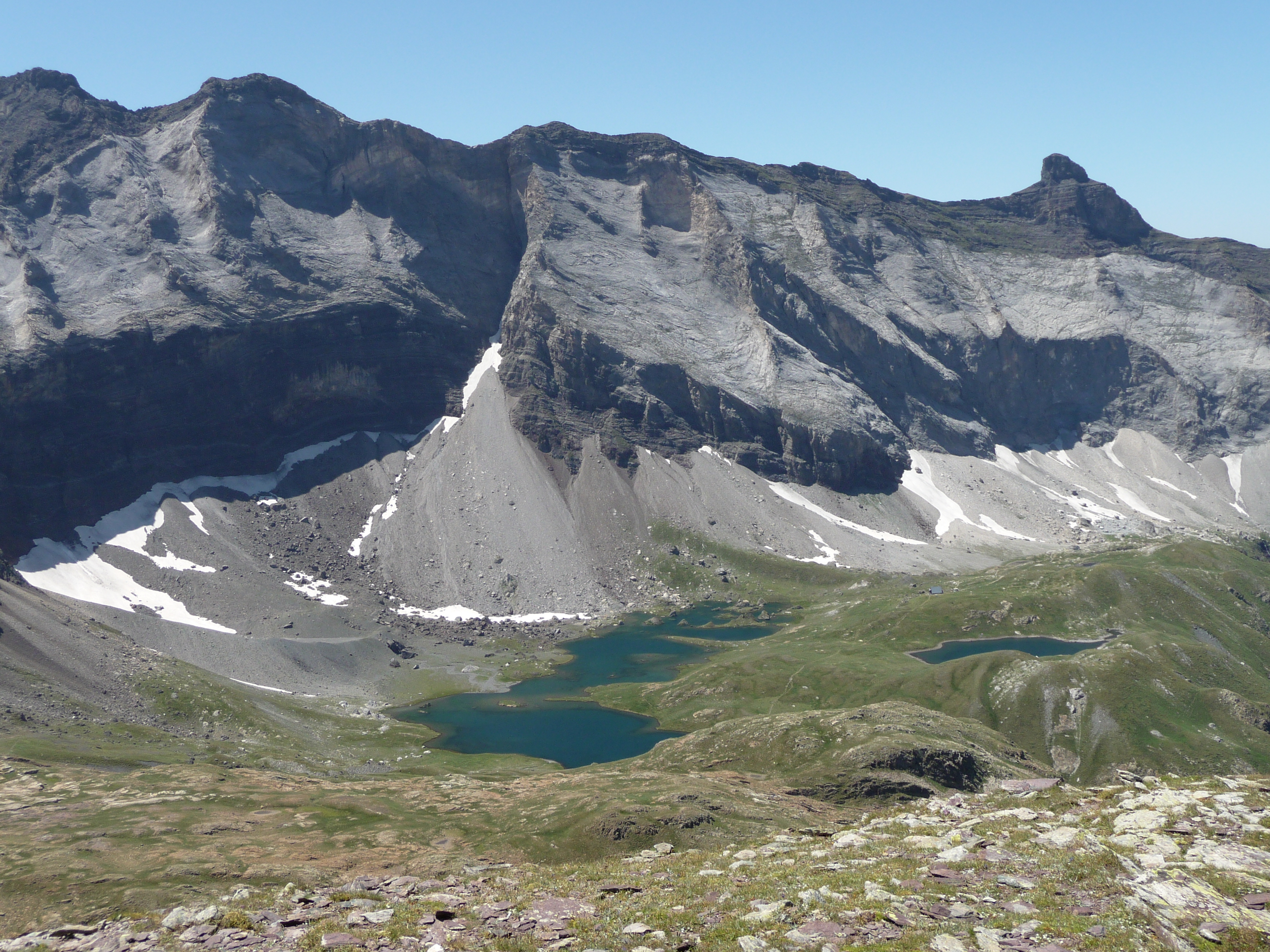
Muraille de Barroude et pic Gerbats surplombant les lacs de Barroude.
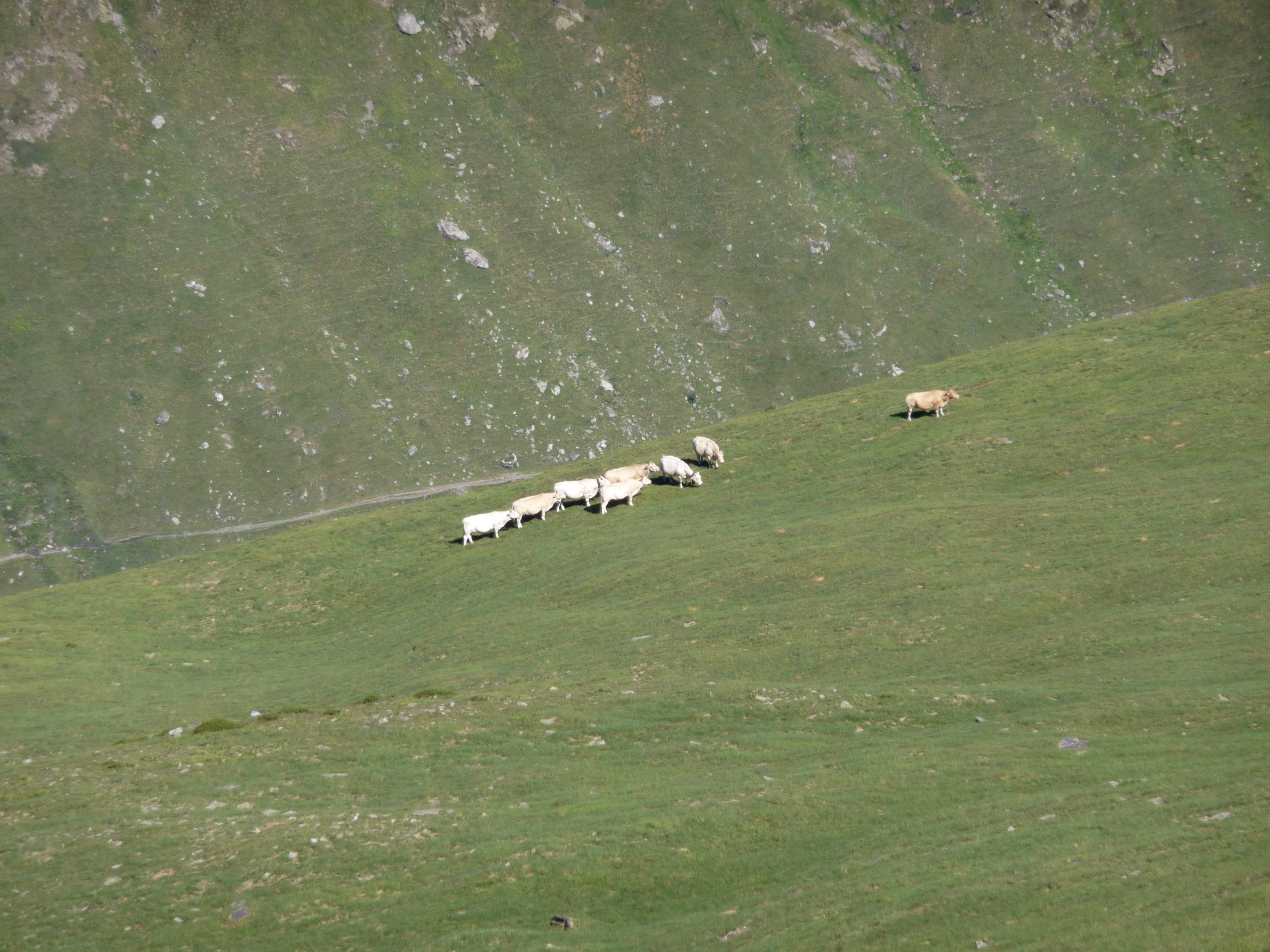
Pâturages de la Hourmagerie et du flanc gauche de la vallée de la Géla.
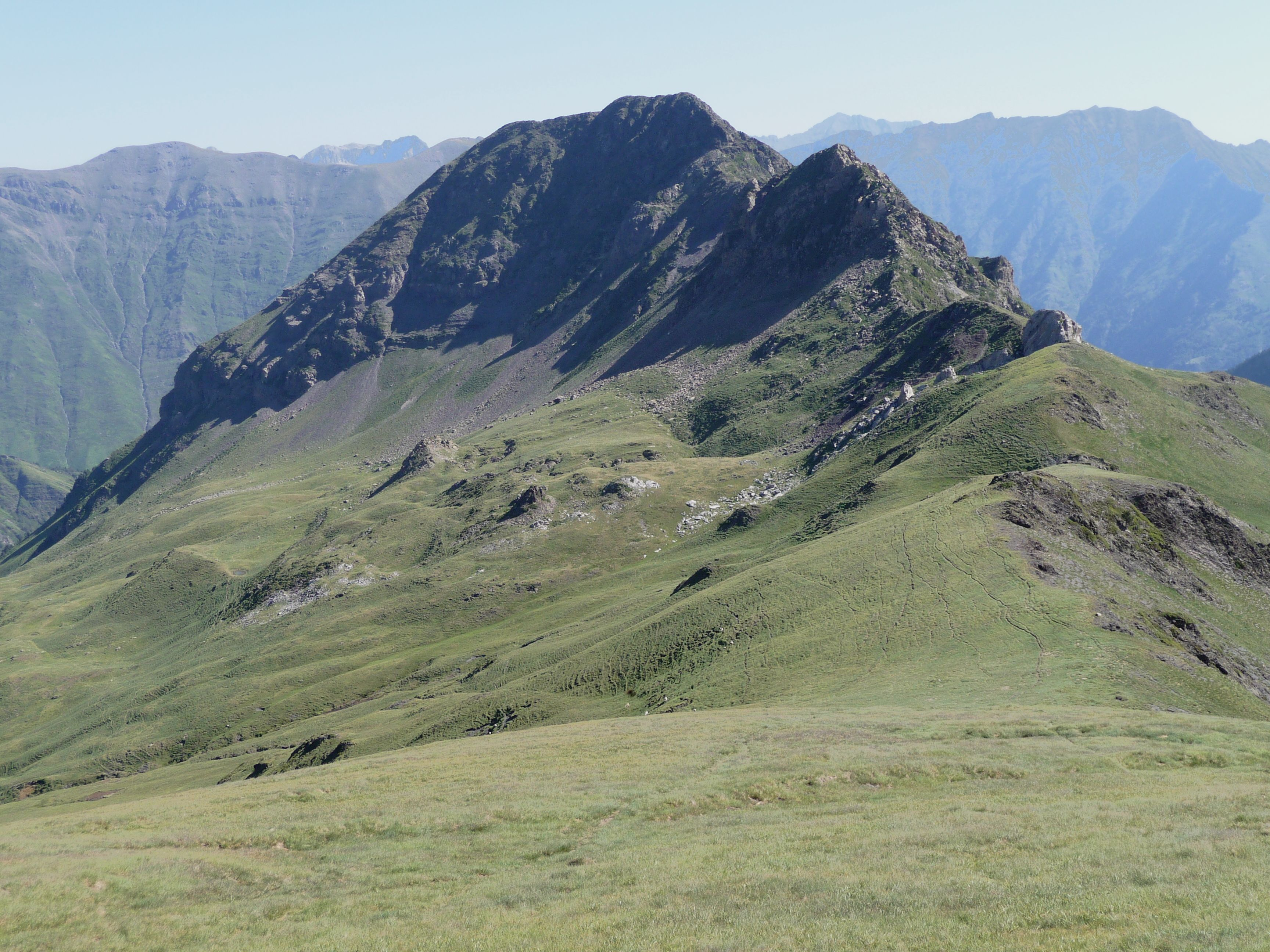
Pic de Bourgade vu de la crête de l'Aiguillette entre les vallées de Saux et de la Géla.
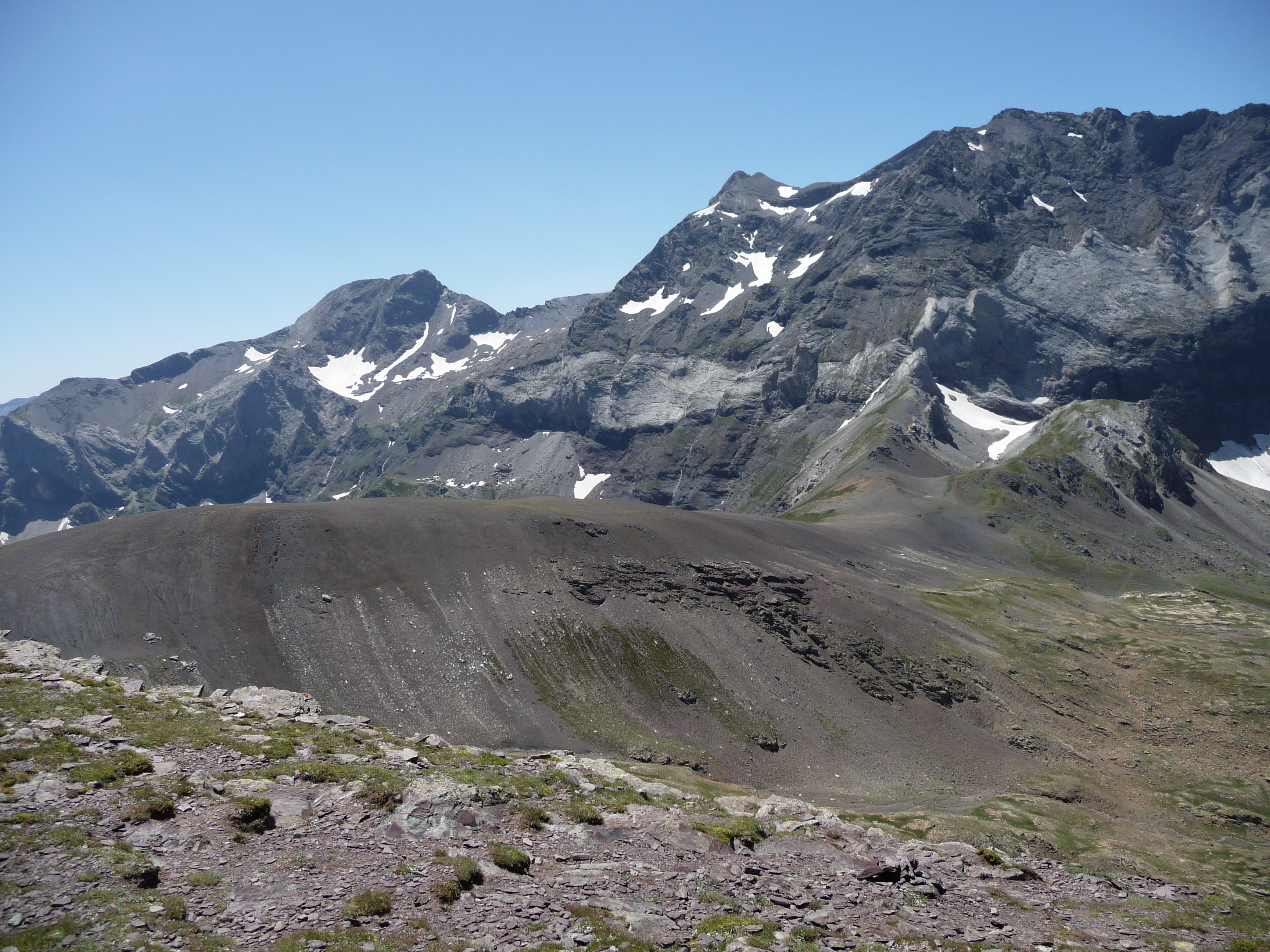
Port de Barroude avec vue sur le pic de la Munia et le cirque de Barrosa.